# إليزابيث لارسون
إليزابيث لارسون هي طبيبة التوليد والنساء سويدية، (و. 1895  م).